# Цай Цзяньцзян
Цай Цзяньцзян (кит. 蔡剑江, род. 1963, Уси, Цзянсу) — китайский государственный и политический деятель, заведующий Канцелярией Комиссии ЦК КПК по организации воздушного движения с октября 2020 года.
Ранее председатель совета директоров (2016—2020) и генеральный директор (2014—2016) государственного холдинга Air China Group.
Кандидат в члены ЦК КПК 19-го созыва, член Центрального комитета Компартии Китая 20-го созыва.

## Биография
Родился в 1963 году в Уси, провинция Цзянсу.
В 1979 году поступил в Китайский университет гражданской авиации, который окончил в июле 1983 года с дипломом инженера навигационных систем управления воздушным движением. После окончания остался на работе в университете, преподаватель кафедры навигационных систем, начальник учебно-исследовательского сектора систем навигационного управления. Спустя несколько лет переведён в Shenzhen Airlines помощником генерального директора, в 1999 году занял позицию заместителя гендиректора авиакомпании.
В 2001 году переведён в Air China, где последовательно занимал должности главы шанхайского подразделения продаж, помощника председателя совета директоров и главы подразделения маркетинга авиакомпании. 28 октября 2002 года компании Air China, China National Aviation Corporation и China Southwest Airlines учредили новый холдинг China National Aviation Corporation, после чего Цай Цзяньцзян занял пост вице-президента реструктуризованной авиакомпании Air China. В сентябре 2004 года одновременно избран секретарём парткома КПК авиакомпании. В феврале 2007 года назначен президентом — председателем совета директоров Air China, а в апреле 2010 года назначен по совместительству на позицию председателя совета директоров другого китайского перевозчика Shenzhen Airlines.
С января 2014 года — президент и генеральный директор Китайской государственной авиационной корпорации (Air China Group), с марта того же года одновременно заместитель председателя совета директоров гонконгского перевозчика Cathay Pacific Airways. 5 декабря 2016 года занял должность председателя учрежденного совета директоров Air China Group, по совместительству возглавив партком КПК холдинга.
В октябре 2020 года назначен заведующим вновь образованной Канцелярии Комиссии ЦК КПК по организации воздушного движения в ранге министра Госсовета КНР. В декабре того же года ушёл со всех постов в Air China Group.